# Flaga Saksonii-Anhaltu
Flaga Saksonii-Anhaltu – składa się z dwóch pasów, złotego i czarnego, a na środku znajduje się herb.
Czarno-złota obowiązywała w latach 1884–1935 oraz 1945–1952. Barwy odwrócono, by odróżnić flagę od flagi Badenii-Wirtembergii.
W obecnym kształcie, uchwalona 29 stycznia 1991. Proporcje 3:5. Opis w konstytucji dopiero w 1992 roku. W 2015 roku Saksonia-Anhalt odrzuciła podział na flagę urzędową i cywilną, ustanawiając, że dotychczasowa flaga urzędowa staje się także flagą cywilną.

Dawna flaga cywilna (1884–1935 i 1945–1952)
Dawna flaga cywilna (1952–2015)